# Observatoire de Madras
L'observatoire de Madras est un observatoire astronomique fondé en 1792 à Madras par la Compagnie anglaise des Indes orientales. Premier observatoire du genre à avoir été créé en Inde, il est équipé de deux quadrants astronomiques, deux grandes lunettes achromatiques de 3,5 pieds avec un objectif optique triple et deux horloges astronomiques. Les observations débutent le 9 janvier 1793. 
Au fil des années, l'observatoire est dirigé par une succession d'astronomes tels Michael Topping, John Goldingham, William Stephen Jacob et Norman Robert Pogson. Durant un siècle, il amène d'importants résultats sur l'astronomie, permettant ainsi sa reconnaissance dans le monde de l'astronomie et celle des observateurs européens de l'époque. 
En 1899, avec la fondation de l'observatoire solaire de Kodaikanal, l'observatoire est contraint de cesser ses activités astronomiques pour ne faire que des observations météorologiques. Il est fermé définitivement en 1931.

## Historique
Les plans et la construction de l'observatoire sont l’œuvre de Michael Topping, premier astronome à le diriger. À sa fondation, l'observatoire consiste en une pièce de 40 pieds par 20 pieds. Topping est assisté par John Goldingham jusqu'à sa mort en 1796. Goldingham devient alors directeur de l'observatoire. 
Les premières activités de l'observatoire établissent ses coordonnées géographiques ainsi que celles de Calcutta et de Bombay. Le manque d'instruments et de personnel ne permet pas d'effectuer des observations régulières. En 1827, les observations sont publiées en deux volumes. 
En 1830, Goldingham est remplacé par Thomas Glanville Taylor, qui se consacre tout entier à ses recherches astronomiques malgré ses problèmes de santé récurrents. En 1848, il quitte l'Inde pour retourner en Angleterre se soigner. Il est remplacé par le capitaine William Stephen Jacob. Ce dernier effectue de nombreuses observations sur les étoiles doubles, les satellites de Jupiter, de Neptune et de Saturne, dont il effectue des mesures très précises du diamètre. Le 13 octobre 1859, affecté par le climat difficile de la ville, Jacob démissionne. Il est remplacé brièvement par le lieutenant Tennant, qui abandonne ses fonctions en 1860 pour être remplacé par Norman Robert Pogson. 
À la tête d'une équipe qu'il a formée, Pogson effectue 9 618 observations de 1862 à 1869, dont un bon nombre d'entre elles concernent des étoiles encore jusqu'alors inobservées. Durant ces années, l'observatoire connaît une croissance constante. À sa mort en 1891, il est remplacé par C. Mitchie Smith, qui poursuit les travaux de Pogson jusqu'en 1899, où il devint alors directeur de l'observatoire solaire de Kodaikanal. À ce moment, l'observatoire de Madras cesse ses activités astronomiques, à part quelques observations de routine pour régulariser l'Indian Standard Time. 
En 1931, l'observatoire ferme ses portes pour de bon. Aujourd'hui, le bâtiment est complètement détruit. Il n'en reste que quelques débris.

## Découvertes
Situé à une position intermédiaire entre l'hémisphère sud et l'hémisphère nord, l'observatoire de Madras a une position avantageuse qui lui permet d'observer à la fois les étoiles du ciel austral et du ciel boréal. C'est ainsi qu'on lui doit, grâce à Thomas Glanville Taylor « l'un des plus beaux Catalogues des temps modernes », l'Astronomical Observations made at the honorable the East India Company's Observatory at Madras in the years 1843-1847, qui comprend 11 015 étoiles observées chacune trois à quatre fois. 
C'est également à partir d'observations de l'observatoire de Madras que William Stephen Jacob revendique la découverte d'une première exoplanète autour de l'étoile binaire 70 Ophiuchi. Il a été prouvé plus tard que sa découverte était fausse et que les déviations étaient causées plutôt par l'atmosphère terrestre que par une planète. Cependant, son travail est aujourd'hui considéré comme une référence en matière de recherche, car cela a été la première application d'une méthode scientifique pour découvrir des planètes à des années-lumière de la Terre.
On doit également à l'observatoire de Madras et à Norman Robert Pogson la découverte de 8 astéroïdes :
- (42) Isis      (23 mai 1856)
- (43) Ariane    (15 avril 1857)
- (46) Hestia    (16 août 1857)
- (67) Asie      (17 avril 1861)
- (80) Sappho    (2 mai 1864)
- (87) Sylvia    (16 mai 1866)
- (107) Camille  (17 novembre 1868)
- (245) Vera     (6 février 1885)

Puisque les directeurs de l'observatoire de Madras ne disposaient pas d'une aide financière régulière, de nombreuses découvertes réalisées à cet endroit sont restées enfouies dans les cartons de l'observatoire.